# 賀姓
賀姓为中文姓氏之一，在《百家姓》中排名第70位。

## 起源
- 出自姜姓，是为帝王名避讳所改的姓氏。春秋时，齐桓公（姜姓）有个孙子叫公孙庆克，他的儿子庆封称为庆氏。庆封在齐灵公时任大夫，在齐庄公时与崔杼曾为上卿执政。因崔杼家内发生内乱，庆封以弑君罪灭掉崔杼，独霸朝政。庆封得意，自己享樂，縱慾酒色，把政權交给儿子庆舍，引起了朝野对庆氏的不满，庆封的亲信卢蒲癸和王何，趁庆封外出之机，杀死了庆舍，庆封见势不妙，便逃到了吴国。吴王把朱方封给庆封，庆氏族人闻讯赶来相聚，从此，庆氏比在齐国时还要富裕，直到被楚灵王伐吴时被其灭亡。至西汉末，子孙徙会稽山阴，东汉时传至庆仪为汝阴令，其曾孙庆纯官拜侍中，为避汉安帝的父亲刘庆的名讳，「庆」改为同义的「贺」字。庆纯改为「贺纯」。

- 出自鲜卑族改姓。据《魏书·官氏志》等所载，南北朝时孝文漢化，迁都洛邑后，北魏孝文帝将鲜卑族复姓贺兰、贺拔、贺狄、贺赖、贺敦、賀六渾等氏皆改为汉姓贺氏。是为河南贺氏。

## 延伸阅读
[在维基数据编辑]
 《百家姓》
 《欽定古今圖書集成·明倫彙編·氏族典·賀姓部》，出自陈梦雷《古今圖書集成》